# 口北村
口北村（くちぎたむら）は、かつて広島県比婆郡に属していた村である。

## 歴史
- 1889年（明治22年）4月1日 - 町村制施行により恵蘇郡向泉村、大月村、竹地谷村、宮内村が合併して村制施行し、口北村が発足。
- 1898年（明治31年）10月1日 - 郡の統合により比婆郡に所属。
- 1955年（昭和30年）4月1日 - 比婆郡口南村と合併して口和村を新設して消滅。